# Donald Gelling
Donald James Gelling, né le 5 juillet 1938 à Santon, OE, est un homme politique de l’île de Man. Il a été ministre principal (en anglais Chief Minister, en mannois Ard-choylargh) du gouvernement de l’île pour deux mandats :
- de 1996 à 2001, lorsqu’il a succédé à Miles Walker ;
- de 2004 à 2006, après la démission de Richard Corkill à la suite d’un scandale financier.

## Source
- (en) Cet article est partiellement ou en totalité issu de l’article de Wikipédia en anglais intitulé « Donald Gelling » (voir la liste des auteurs).